# 火簇擬啄木鳥
火簇擬啄木鳥（学名：Psilopogon pyrolophus）为鬚鴷科擬啄木鳥屬下的一个种。
牠們分布於馬來半島與蘇門答臘的熱帶雨林中。